# Anisozyga aphrias
Anisozyga aphrias là một loài bướm đêm trong họ Geometridae.